# Théo de Blic
Théo de Blic, né le 21 février 1994 à Chambéry (Savoie), est un pilote professionnel de parapente et paramoteur français, membre de l'équipe de France, s'illustrant en parapente acrobatique.
Il est connu pour être un pionnier dans les figures « twistées » (figures réalisées à l'envers, face à la voile les bras croisés) en parapente, et pour être l'un des plus jeunes pilotes professionnels de son époque. Il a commencé le parapente à 12 ans et est passé professionnel en 2010. 
Il est notamment quadruple champion du monde en parapente acrobatique : en 2015 en synchro, et en 2017, 2019 et 2021 en solo. Théo de Blic est souvent considéré comme le pilote le plus talentueux et complet de sa génération.

## Carrière
En 2009, il est le plus jeune pilote à réaliser l'« Infinity Tumbling » (figure de parapente où le pilote tourne autour de sa voile lors d'une rotation verticale, la voile volant en avant et le pilote en arrière). En 2013, il s'illustre en réalisant trois premières mondiales en trois jours, notamment la première « Rythmique Sat » twistée (figure où le pilote tourne autour de la voile dans une rotation horizontale, la voile allant en avant et le pilote en arrière, ici rythmée, c'est-à-dire montant petit à petit vers l'Infinity Tumbling) ainsi que le premier Infinity Tumbling twisté (même figure que citée plus haut mais réalisée twistée, c'est-à-dire à l'envers, face à la voile).
Il participe depuis à la Coupe du monde de parapente acrobatique (APWT) depuis la saison 2012. Il a notamment fini 3e de la Coupe du Monde 2014 en Solo ainsi qu'en catégorie Synchro avec son partenaire Horacio Llorens (Espagne), et est également Vice-Champion de France 2014.

### 2015: premier sacre mondial
En 2015, il commence par signer pour devenir pilote chez Gradient, terminant son contrat de six ans avec Icaro. Sa saison est contrastée. En effet, malgré une bonne entame de saison avec un podium en Coupe du Monde Solo et une victoire en Synchro, il subit une contre-performance qui le prive définitivement du podium solo. La malchance continue car après avoir mené les championnats de France sur plusieurs manches, il subit une casse matériel et est contraint à l'abandon. Cependant, sa saison de synchro est couronnée de succès car il remporte le titre de vainqueur de la Coupe du Monde 2015 avec son partenaire Horacio Llorens. 
Théo de Blic est alors l'un des plus jeunes pilotes de parapente professionnels français, et est considéré comme un spécialiste de parapente acro. 
À la suite de son premier titre de champion du monde, il fait partie des pilotes sélectionnés pour représenter la France lors des Jeux Mondiaux de l'Air à Dubaï (World Air Games). Sa saison noire en solo se poursuit car il y termine seulement 5e. Cependant, Horacio et lui confirment alors leur suprématie en dominant la compétition et y décrochent la médaille d'or après avoir mené de la première à la dernière manche.

### Confirmation et nouveaux succès

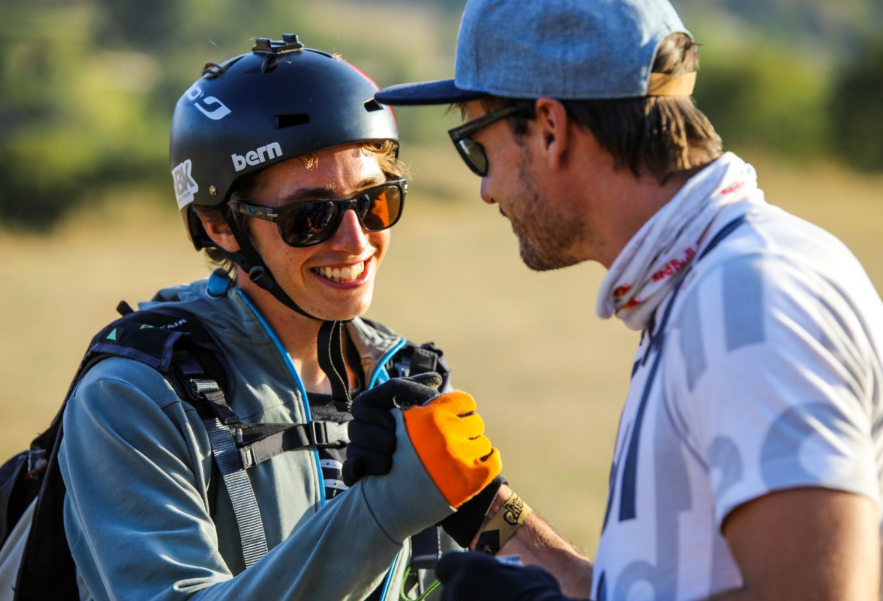
Théo de Blic lors de l'Acro Game 2017 en Catalogne (Espagne).

En 2016, il termine 2e du classement général de la Coupe du Monde dans la catégorie synchro. Il est aussi sacré vice champion du monde au deuxième Championnat du Monde de voltige Parapente à Annecy, toujours avec Horacio Llorens,. Il remporte également l'Acro Game, compétition réunissant le gratin mondial, pour sa première édition.
En 2017, il décroche le titre de vainqueur de la Coupe du Monde en solo, après une saison marquée par sa régularité. Il est aussi sacré vice champion de France aux championnats de France de Léry-Poses et remporte pour la deuxième fois consécutive l'Acro Game. L'année 2017 est aussi marquée par son implication dans les compétitions de Hike&Fly. Il s'illustre notamment en finissant 8e de la prestigieuse Bornes to Fly.  
Parallèlement aux compétitions officielles, il participe régulièrement aux Natural games de Millau, un festival mêlant sport et musique. 
En 2019, il remporte une nouvelle fois la Coupe du monde de parapente acrobatique en solo. 
En 2020, après l'échéance de son contrat avec Gradient, qui fermera quelques mois plus tard, il signe un contrat de pilote test chez Nova où il participe notamment à la création de la GLITCH14, la première voile du fabricant faite pour le vol acrobatique.
En 2021, il remporte pour la quatrième fois la Coupe du monde de parapente acrobatique en solo.
En 2023, la plénière de la CIVL (Commission Internationale de Vol Libre) de la Fédération aéronautique internationale confirme Théo de Blic comme co-président du Comité de voltige parapente, avec la Hongroise Alexandra Grillmayer. La prise de fonctions, ayant eu lieu l'année précédente, devient officielle.

## Palmarès

### Coupe du Monde
| Année/Classement | Solo | Synchro |  |
| 2012             | 5e   | -       |  |
| 2013             | 6e   | -       |  |
| 2014             | 3e   | 3e      |  |
| 2015             | -    | 1er     |  |
| 2016             | -    | 2e      |  |
| 2017             | 1er  | 2e      |  |
| 2019             | 1er  |         |  |
| 2021             | 1er  |         |  |

### Championnats Nationaux
| Année/Classement | Solo | Synchro |
| ---------------- | ---- | ------- |
| 2010             | 9e   | -       |
| 2011             | -    | -       |
| 2012             | 3e   | -       |
| 2013             | 7e   | -       |
| 2014             | 2e   | -       |
| 2015             | DNF  | -       |
| 2016             | 4e   | -       |
| 2017             | 2e   | -       |

### Circuits Alternatifs
| Évènement                       | Date | Place |
| ------------------------------- | ---- | ----- |
| Sonchaux Acro Show              | 2014 | 3e    |
| World Air Games Dubai (Synchro) | 2015 | 1er   |
| Acro Game                       | 2016 | 1er   |
| Acro Game                       | 2017 | 1er   |